# MasterCard German Open 2003
MasterCard German Open 2003 - жіночий тенісний турнір, що проходив на відкритих кортах з ґрунтовим покриттям у Берлін (Німеччина). Належав до турнірів 1-ї категорії в рамках Туру WTA 2003. Тривав з 5 до 11 травня 2003 року. Третя сіяна Жустін Енен-Арденн здобула титул в одиночному розряді й отримала 182 тис. доларів США.

## Фінальна частина

### Одиночний розряд
Жустін Енен-Арденн —  Кім Клейстерс, 6–4, 4–6, 7–5

### Парний розряд
Вірхінія Руано Паскуаль /  Паола Суарес —  Кім Клейстерс /  Ай Суґіяма, 6–3, 4–6, 6–4

## Розподіл призових грошей
| Дисципліна       | П        | Ф       | ПФ      | ЧФ      | 1/8     | 1/16   | 1/32   |
| Одиночний розряд | $182,000 | $92,500 | $47,000 | $24,600 | $12,000 | $6,200 | $3,125 |